# Пойнтер, Присцилла
Присци́лла По́йнтер (англ. Priscilla Pointer; 18 мая 1924, Нью-Йорк, Нью-Йорк — 28 апреля 2025, Риджфилд, Коннектикут) — американская актриса. Наиболее известна ролью Ребекки Барнс-Уэнтуорт из телесериала «Даллас», в котором она снялась в 44-х эпизодах в период 1981—1983 годов.

## Биография
Родилась 14 мая 1924 года в Нью-Йорке.
Закончила свою 54-летнюю кинокарьеру в 2008 году. Наиболее известна ролью Ребекки Барнс-Уэнтуорт из телесериала «Даллас», в котором она снялась в 44-х эпизодах в период 1981—1983 годов.
Дважды вдова. Первый супруг — 54-летний Джулс Ирвинг (1925—1979) умер от сердечного приступа 28 июля 1979 года после 32-х лет брака; второй, 80-летний Роберт Саймондс — 23 августа 2007 года от рака простаты после 26-ти лет брака. В браке с Ирвингом родила троих детей — актрису Эми Ирвинг, музыканта Кэти Ирвинг и режиссёра Дэвида Ирвинга.
Бывшая тёща Стивена Спилберга.
Скончалась 28 апреля 2025 года в Риджфилде, штат Коннектикут. О её смерти сообщила дочь Эми.